# Кольцова-Бычкова, Александра Григорьевна
Александра Григорьевна Кольцова-Бычкова (24 апреля 1892, Москва — 8 апреля 1985, Москва) — российская художница прикладного искусства, живописец и график. Жена скульптора, графика, живописца Сергея Кольцова.

## Биография

### Семья
Родилась 24 апреля 1892 года в небогатой московской семье.
Мать — Ирина Афанасьевна Бычкова (урождённая Соколова), крестьянка деревни Рупасово Рузского уезда Московской губернии. С 8 лет жила в Москве, окончила начальную школу, затем была отдана в ученье к портнихе. Родители Ирины Афанасьевны держали маленькую лавку в Сокольниках. В 15-летнем возрасте вышла замуж за Бычкова Григория Егоровича, будущего отца художницы. Ирина Афанасьевна посвятила жизнь семье, воспитывала детей и внуков.
Отец — Григорий Егорович Бычков — крестьянин деревни Федорино Калужской губернии. В 10-12-летнем возрасте был отправлен на заработки в Москву и до конца жизни работал в конторах ленто-шёлкоткацких фабрик. До Октябрьской революции длительное время служил приказчиком на фабрике Сегалова, Шлюппера и Ко в Лефортово. После революции работал браковщиком на фабрике «Красная Роза». Систематического образования не имел, самообразовывался, знал русскую литературу, изобразительное искусство и архитектуру, коллекционировал художественные открытки с репродукциями картин известных русских художников. В молодости рисовал, в том числе портреты видных государственных деятелей, архитектурные памятники, литературных героев. Его картины украшали стены квартиры. Очень любил бывать в Московских музеях, главным образом, в Третьяковской галерее, Музее изящных искусств (ныне — Музей изобразительных искусств им. А. С. Пушкина), в Историческом музее.
В семье Григория Егоровича и Ирины Афанасьевны было 8 детей.

### Начало творческого пути
Александра была первым ребёнком. Рано покинула семью, стала жить самостоятельно, зарабатывая шитьём и рукоделием.
Закончила трёхклассное Городское училище, затем пятиклассное Профессиональное рукодельное училище. В 1912 году поступила в Строгановское училище. Окончила полный курс училища в 1916 году, получила диплом первой степени и звание «учёной рисовальщицы». Учителем был П. П. Пашков.
В 1918—1921 гг. училась в Высших художественно-технических мастерских (ВХУТЕМАС) по живописи у А. А. Осьмёркина и А. А. Веснина, по рисунку — у Н. П. Ульянова. В разное время её учителями были так же Д. А. Щербановский, С. В. Ноаковский, Н. И. Голоушев, А. А. Попова, Н. И. Чечелев. В период обучения занималась художественной вышивкой. Её декоративно-прикладные изделия этого периода демонстрировались на выставках в России (1919) и Франции (1929). На выставке 1919 года были продемонстрированы вышитые панно. Некоторые из них сохранились до наших дней и нашли своё место в музеях России (см. далее).
В начале 1920-х годов увлекалась театром и балетом. Некоторое время сама занималась на курсах балетного искусства. По окончании обучения начала свою деятельность в области декоративного искусства. В 1922 году работала художницей-декоратором в Детском кукольном театре при Народном доме им. Петра Алексеева, а также бутафором и костюмером при оперном театре Художественно-Просветительского Союза Рабочих организаций — ХПСРО (затем филиал Большого театра).
В 1924—1926 гг. организовала и руководила мастерской художественной вышивки при бирже труда. Помимо чисто прикладных изделий — наволочек, абажуров, дамских шляп и других предметов женской одежды в этот период было создано несколько декоративных панно. Панно выполнены на холсте или шёлке в лоскутной технике.
В 1927 году Кольцова-Бычкова по конкурсу получила заказ от ЦК Союза Горно-рабочих СССР к X годовщине Октябрьской революции. По эскизам и под руководством Кольцовой-Бычковой были выполнены 12 театральных занавесей и 5 знамён для Дворцов Культуры рабочих Донбасса, Северного Кавказа, Казахстана и Швеции. Вспоминает сестра Кольцовой-Бычковой — Зинаида Григорьевна Бычкова, участвовавшая в этой работе:

Занавесы шили из сукна сероватого или голубоватого тона. Внизу во всю ширину располагался национальный орнамент шириной 70 — 80 см (машинная аппликация), а по середине на занавесе были красные шёлковые или бархатные медальоны ручной аппликации. На одном медальоне объёмно изображены серебряные серп и молот из парчи, на другом медальоне — орудие труда угольщиков. Внизу, ближе к орнаменту, вышивались гладью жёлтым шёлком слова «Пролетарии всех стран, соединяйтесь!»

### Париж — художественное становление
В 1928 году Кольцова-Бычкова получает творческую командировку в Париж для усовершенствования от Народного Комиссариата просвещения и 28 августа уезжает во Францию. Четыре года она прожила в Париже, где много работала в музеях, посещала художественные академии, изучала искусство Франции. Творческие командировки Наркомпроса не оплачивались, и художница зарабатывала на жизнь частными заказами. Художница дала объявление в парижской газете о выполнении работ по украшению тканей в технике вышивки и аппликации, а также о преподавании азов декоративно-прикладного искусства.
Творчество художницы парижского периода отличается большим разнообразием и своим личным стилем. Вначале она работала в графике. Делала различные этикетки для Торгпредства, обложки и книжные знаки для типографии Pascal, также рекламные афиши. В Париже издана была сказка П. П. Ершова «Конёк-Горбунок» с обложкой, иллюстрациями и заставками, сделанными художницей. Положительные рецензии на творчество художницы, опубликованные в парижских газетах привлекли внимание к Кольцовой-Бычковой, и количество частных заказов выросло. Художница разрабатывала рисунки для ткани, эскизы обуви и одежды, варианты оформления интерьеров. Часть рисунков этого периода была приобретена Всероссийским музеем декоративно-прикладного народного искусства. Визуально эти рисунки близки к авангардным, но идеологической базы под собой они не имеют.
В 1929 году в жизни художницы произошло важное событие: состоялась её персональная выставка в галерее Irondel, находившейся на территории Королевского Дворца. На выставке она представила свои вышивки и графические работы. Выставка имела успех и получила резонанс в прессе. После выставки художница стала получать многочисленные заказы на рисунки для художественно-декоративных изделий от различных промышленных фирм Франции и Германии. Так, Кольцова-Бычкова сделала следующие работы: рисунки для декоративного альбома издательства Calvas и рисунки декоративных образцов для фирмы Stablissement I. Oppenheimer; модели спортивной одежды для фирмы Hermes; эскизы для журнала «Le Jordin des Modes»; модели вечерней обуви для Studio Medther; рисунки для конвертов для фирмы Seidenpapier Fabrik Eislingen Moriz Fleischner (Германия). Кроме того, делала рисунки для костюмов, тканей, посуды, интерьеров.
Ряд произведений Кольцовой-Бычковой были воспроизведены в различных парижских изданиях (1928—1932): Librairie Gallimard; NRE, Paris, (афиша для книги «Жизнь Д’Артаньяна», см. иллюстрации); Impriemerie Pascal, (книга П. П. Ершова «Конёк-Горбунок», этикетки, обложки); Arts et metiers graphicus, (English edition); Mobilier et decoration; Novelle litterairs; Librairie des Arts decoratifs; Dessins 20 planches en Couleurs.
В Париже Кольцова-Бычкова стала заниматься живописью, и именно здесь ярко раскрылось её дарование живописца. В это время художница создала несколько полотен в стиле русского авангарда, среди них «Пасхальный натюрморт» («Воспоминание о Пасхе»), «Декоративный натюрморт с голубым стаканом». Помимо выполнения заказов от фирм, художница плодотворно работала как свободная художница. Она создала самобытную серию «Париж», состоящую более чем из 150 произведений. Эта серия — живое свидетельство увиденного в Париже и его предместьях. В каждом отдельном произведении улавливается отношение автора к изображённому: то лирические, то спокойно-созерцательное, а иногда несколько ироническое. Серию составляют многочисленные графические листы с изображением самого разнообразного парижского люда — это торговцы, уборщицы, консьержки, цветочницы, матросы, солдаты, монахи и монахини, циркачи, «ночные бабочки», певцы, дамы и кавалеры из высшего света (б. кар., б. акв., б. цв. кар., б. т., к. г., смешанная техника). Цикл рисунков посвящён знаменитой в ту пору темнокожей танцовщице Жозефине Бейкер, изображённой в различные моменты танца (б. цв. кар., б. акв.).
Особо следует отметить ряд гуашей на картоне большого размера: «Парижанка», «Уличное кафе», «В театре», «На балу», «У зеркала» и др. К этой серии относятся и несколько живописных пейзажей с вида-ми Парижа и его окрестностей («Берёзы в предместьях Парижа», 1930 и др.).
В Парижский период раскрылось разностороннее дарование Кольцовой-Бычковой, равно талантливой как в прикладном искусстве, так и в графике и живописи. Отчётливо проявилось уменье передать своё несколько ироничное восприятие парижской будничной жизни, отличный рисунок, утончённый вкус, исключительное трудолюбие.
Творчество Кольцовой-Бычковой не осталось незамеченным во Франции. Её работы выставлялись на наиболее престижных художественных выставках — Осеннем Салоне, Салоне Независимых художников, Салоне Художников-декораторов, частных выставках (см. раздел «Участие в выставках»). Ряд работ Кольцовой-Бычковой были куплены с выставок. Так в 1931 году, с выставки «Общества независимых художников» три работы приобрёл известный французский художница Поль Синьяк. Это были композиции из шёлковых тканей, выполненные в технике аппликации. На двух из них изображены корабли, на третьей цветы. Все работы были обозначены в каталоге под № 392 и стоили по 250 Fr каждая.
Поль Синьяк высоко оценил эти работы и способности Кольцовой-Бычковой как художницы, о чём свидетельствует выдержка из его письма к Кольцовой-Бычковой от 21 марта 1931 года:

Гармония Ваших композиций отлична. Вы работаете с большой уверенностью и в полном соответствии с натурой. Вы отлично владеете материей и отлично передаёте природу. Ваши корабли действительно корабли, а не сабо, а я так люблю корабли. Для меня было удовольствием выбрать два Ваших произведения. Моя жена, также художница (она подписывается Сельмерхем Дегранж), ей также удаются цветы, выбрала Ваш букет, который привел её в восторг.
Мы Вас очень хорошо примем в нашем доме. Моя дочь дебютирует в художестве. Она будет счастлива с Вами под-ружиться. Я в Вашем распоряжении, чтобы дать Вам любой совет, который Вы у меня попросите.
Далее П. Синьяк и Кольцова-Бычкова обменялись несколькими посланиями, а 10 мая 1931 года состоялось личное знакомство.

… Я возвращаюсь в Париж на будущей неделе и буду очень счастлив с Вами познакомится. Если Вы желаете, мы можем провести время после обеда 10-го мая, так как утром я ра-ботаю очень часто в Академии Гранд Шомьер.
Последнее и прощальное письмо датировано 1 января 1932 года. Оно заканчивается такими словами: «… а также желаю успеха, которого Вы заслуживаете со всех точек зрения».
Работы Кольцовой-Бычковой были приобретены также в частные коллекции Берн-штейна, мадам Морило, мадмуазель Пьерро, издательством Establissement Oppenheimer и др.
Работы 1920-х — 1930-х годов ярко были выполнены в стиле ар-деко.

### Московский период творчества (1930—1970)
26 мая 1932 года Кольцова-Бычкова возвращается на родину.
Непродолжительное время она работала по контракту в издательстве «Федерация».
С 1933 года Кольцова-Бычкова оставила декоративно-прикладное искусство и продолжала заниматься живописью и графикой, отдавая предпочтение натюрморту и пейзажу. Поскольку летнее время года художница постоянно проводила за городом в различных местах Подмосковья и прилежащих районах, то появились серии пейзажей: в 1935 году — окрестности Углича, в 1936 году — окрестности Звенигорода, 1938 — 40 годах — Пушкино, дерев-ня Акуловка, в 1960 — 80 годах — Фирсановка, деревня Назарьево, посёлки Джунковка, Загорянка. Писала множество этюдов деревенских строений и уголков природы (б. тушь, б. кар., б. цв. кар., б. акв.), а также крупные полотна (х. м.).
С особой любовью художница передаёт своеобразный колорит бедной русской деревни, полуразвалившиеся старые избы, замшелые сараи, задворки селений, глухую сырую осень («Старая изба», х. м. 1938 — 40 гг.; «Задворки» х. м.). Реже создавала солнечные, жизнерадостные пейзажи («Зелёная улица», 1936 , ф. м.; «Берёзовая роща», 1965, х. м.). В некоторых пейзажах чувствуется философский подтекст — «Раскрытое окно» («Дороги»),1959, х. м.
Будучи урождённой москвичкой и постоянной жительницей Москвы, Кольцова-Бычкова неоднократно обращалась к городскому пейзажу. Художницу вдохновляла, главным образом, округа того дома, в котором прошла боль-шая часть её творческой жизни (с конца 1920-х до начала 1970-х годов). Она жила в студиях бывшего доходного дома З. А. Перцовой*, который располагается между Остоженкой и Москва-рекой на углу Курсового переулка и Соймоновского проезда. Из окон студии открывался великолепный вид на Кремль и Большой Кремлёвский дворец. Вскоре справа, за рекой Москвой появилась громада Дома правительства. Этот вид из окна стал излюбленным сюжетом для многочисленных этюдов и законченных картин, изображающих Кремль и его окружение с этого ракурса в разное время го-да и суток и при различном освещении. Красочно и нарядно выглядят кар-тины ночного Кремля во время праздничных салютов, когда на тёмно-синем, почти чёрном фоне ярко сверкают огни иллюминации и «букеты» фейерверков.
Кольцова-Бычкова создала также небольшую серию московских городских пейзажей, под названием «Зима на Остоженке» (конец 1930-х — 1940-е годы). В этой серии выделяется картина «Набережная Москва-реки» («Кропоткинская набережная»), в которой выражена динамика широкой Московской улицы.
Кольцова-Бычкова была прекрасным портретистом. В разное время она писала и рисовала своего мужа, скульптора С. В. Кольцова, своих родственников: сестру Ю. Г. Бычкову, племянниц, мать Ирину Афанасьевну Бычкову. Нарисовала много карандашных набросков хорошо и мало знакомых людей (например, сотрудников поликлиники, которую она посещала, участницаов Никитинских субботников 1960-х годов).
Как и всякий художник Кольцова-Бычкова отдала должное автопортрету, создавала их в различной технике: б. у., б. кар., б. акв., х. м., к. м.
В портретных работах особенно чётко проявилась наблюдательность художницы. Она передавала не только характерные черты личности портретируемого, но и время создания портрета. В этом отношении показательно контрастируют такие работы, как автопортрет 1941 года, на котором в мрачных серо-коричневых тонах изображена истощённая художница, оставшаяся во время Великой Отечественной войны в Москве и портрет её мужа С. В. Кольцова 1946 года, цветущего загорелого мужчины, отдыхающего на даче. В некоторых портретах художница придавала портретируемому слегка гротескные черты, что особенно характерно для более раннего (довоенного) периода её творчества.
Однако, в этот период художницу особенно привлекали натюрморты с цветами и фруктами, и они ей прекрасно удавались. Особую прелесть её картинам придают как бы второстепенные предметы, не бросающиеся сразу в глаза: небольшие яркие кувшинчики, горшочки, стаканы, куски декоративной ткани или фон в виде прозрачной ниспадающей занавеси. Перечислю лишь некоторые из них: «Полевые цветы на воздухе», 1939 г. х. м.; «Цветы на террасе», 1946, х. м.; «Золотые шары», 1957, х. м.; «Пёстрый букет и яблоки», 1967, х. м. и многое другое.
Вспоминает племянница Александры Григорьевны Елена Максовна Кругова, ныне доцент Московского государственного университета культу-ры.
«Преданность Кольцовой-Бычковой живописи, по-моему была беспредельна: она писала с утра до вечера — натюрморты (цветы), пейзажи, забывая обо всём другом. Вместе с ней мы собирали огромные букеты цветов, полевых, лесных и садовых. Букеты стояли повсюду, в многочисленных вазах, банках, кринках… и по-степенно превращались в чудесные картины. Для меня, девочки-подростка это действительно казалось чудом. Мне повезло: ря-дом со мной было так много красивых картин и я видела как они рождаются.»
Любимыми цветами художницы были розы. Она писала их с особым упоением, букеты белых, розовых, красных, вишнёвых, жёлтых роз в разных комбинациях, с различными интерьерами («Розы в синем горшке с лимоном», 1947, к. м.; «Белые и красные розы на террасе», 1954 и 1960 и многие другие).
Художница создавала также натюрморты с фруктами и овощами. Особенно хорош натюрморт, выполненный в парижский период — «Фрукты в стеклянной вазе», (к. г.). Впоследствии Кольцова-Бычкова неоднократно возвращалась к сюжетам с яблоками, видимо, добиваясь всё большего совершенства в их изображении («Зелёные и красные яблоки», 1937, 1938, х. м.; «Яблоки и бананы», 1964, б. акв.)
На некоторых натюрмортах изображены предметы быта: «Натюрморт с чайником и зелёным луком», 1938, х. м.; «Красный фарфор», 1960, х. м. На других — среди бытовых предметов располагаются скульптуры, созданные её мужем С. В. Кольцовым («Натюрморт со скульптурой детской головки», 1944, х. м.).
Среди работ Кольцовой-Бычковой имеются произведения как бы выходящие за рамки свойственных ей интересов, но указывающие на широту её возможностей, как художницы («Партизаны», 1943, х. м.; «Цыганский хор», 1957, б. акв.; «Красавица Ляля» («Кукла»), 1966, х. м.)
Чтобы понять профессиональные тонкости современных ей французских мастеров, Кольцова-Бычкова написала несколько полотен в манере А. Матисса («Танец»), П. Синьяка и Ж. Сёра («Автопортрет» и др.).
Хочется добавить, что от картин, особенно натюрмортов, веет ка-кой-то особой теплотой, от них исходит, как сейчас принято говорить, чистая положительная аура. Чем больше на них смотришь, тем больше они нравятся. Создаётся впечатление, что с них стекают на внимательного зрителя заряды доброты, уюта, спокойствия, вероятно, заложенные художницей
во время их создания.

### Жизнь в браке
В Строгановском училище произошло знакомство Кольцовой-Бычковой с Сергеем Васильевичем Кольцовым (1892—1951), будущим известным скульптором и будущим её мужем. Всю дальнейшую жизнь они провели вместе, расставались лишь два раза на короткое время. В 1926 году был зарегистрирован их брак, который продолжался до смерти Кольцова С. В. в 1951 году. Вспоминает племянница Александры Григорьевны — Е. М. Кругова:
«Есть чувство, которое стоит столько же, сколько любовь, это — верность. Мне очень нравятся эти слова и я хотела бы отнести их к Александре Григорьевне Кольцовой-Бычковой, моей родной тёте. Вся её большая жизнь — это любовь и верность своему искусству и своему мужу — скульптору С. В. Кольцову. Это были красивые люди, приветливые, доброжелательные, интеллигентные, духовно богатые. Общаться с ними было легко и приятно. Они были большими тружениками, но никогда не превозносили свои достижения.»
Сходные воспоминания сохранились и у Андрея Павловича Кольцова, оставшегося сиротой с двух лет:
«Начиная с 1927 года мой дед, Кольцов Василий Петрович, каждое воскресенье и в другие дни водил меня к своему сыну Сергею и невестке А. Г. Кольцовой — Бычковой. Это была красивая и очень дружная пара, которая всегда радушно принимала нас с дедом и угощала вкусной едой. Помогала также деньгами.
Заботились они обо мне и позже. Так, в конце 1941 года, тётя Шура (Кольцова-Бычкова) устроила меня на работу в живописно-выставочный комбинат, что дало мне возможность получать рабочую карточку. А в 1943 году, когда я 9 месяцев лежал в госпитале после тяжёлого ранения, они неоднократно присылали мне посылки с нарочным.»
Как уже было сказано, большую часть своей творческой жизни художница прожила в бывшем доходном доме З. А. Перцовой. Этот причудливый дом, построенный из красного кирпича, заслуживает некоторого описания. Он имеет форму треугольника, одна сторона которого образована Курсовым переулком, а другая — Саймоновским проездом.
Парадный вход — со стороны Саймоновского. Большой вестибюль, широкие мраморные лестницы со следами бывших ранее ковров. В вестибюле стояла массивная деревянная вешалка, но в те времена, когда я начала там бывать (1930-е годы) никто на ней не раздевался… Затем она и вовсе исчезла. В вестибюле же телефон-автомат и лифт (и то и другое редко работало), консьержка, а попросту сторожиха на промятом диване, строго смотрела и спрашивала, к кому идёшь. На стороне, обращённой к Кремлю, два этажа дома были отведены под студии, высота потолков в которых достигала не менее 5 метров. В этих студиях с конца 1920-х годов, кроме семьи Кольцовых, жили А. В. Куприн, В. В. Рождественский, Р. Р. Фальк и другие. Студии объединял широкий коридор. Помещения студий представляли собой огромные коробки, не приспособленные для жилья, но другого жилья у художников не было. Поэтому постепенно студии перегораживались и перестраивались так, что в них появились спаленки, кухоньки, столовые, прихожие. У Кольцовых большую часть студии занимала мастерская Сергея Васильевича с его работами, материалами, приспособлениями. Меньшую часть составляло жилое помещение, на стенах которого были развешаны картины обоих художников, из которых запомнились «Рыбы» Кольцова и «Пасхальный натюрморт» Кольцовой-Бычковой стояли также скульптуры «Утро», «Голова ребёнка» (Кольцов). Меблировка спартанская: кушетка, трюмо, стол, ширма, мольберт. Незадолго до войны у Кольцовых была по-строена антресоль со скрипучей лестницей, отделявшей маленькую прихожую. В студиях были огромные окна, занимавшие всю наружную стену, а батареи маленькие и всегда чуть тёплые. Поэтому температура помещения 13 — 14 считалась хорошей, а выше и не поднималась…
Если посмотреть на этот дом с улицы, со стороны Саймоновского проезда, прямо над парадной дверью виден большой причудливый балкон — это балкон бывшей студии Кольцовых. С этого балкона в 1932 году семья Кольцовых наблюдала за разрушением храма Христа Спасителя.
Вот, что запомнил об этом А. П. Кольцов: «Первое яркое воспоминание о тёте Шуре (Кольцовой-Бычковой) отложилось в моей памяти в день взрыва храма Христа Спасителя. Мне было тогда 7 лет и мы с дедом находились в это время у С. В. и А. Г. Кольцовых. Помню, когда начались взрывы, мы вышли на балкон. Вся картина была как на ладони. Видели, как рушатся стены храма. Это было страшное зрелище. Дед, очень набожный человек, стоял стиснув зубы и сжав кулаки. С. В. повторял: „Варвары, варвары“, а из глаз А. Г. текли слёзы, она их не вытирала и они капали на балкон…»
В начале 1970-х годов дом был передан иностранному представительству. Кольцова-Бычкова переехала со всем художественным наследием своего покойного мужа скульптора С. В. Кольцова и своими многочисленными работами в квартиру на Ленинском проспекте.
Но работа продолжалась, несмотря на ухудшающееся зрение. Пока глаза её видели, в мастерской всегда стоял мольберт с картиной, которую она продолжала совершенствовать. Летом, на даче, она всегда была с карандашом и блокнотом, в котором появлялись всё новые наброски, этюды уголков природы, строений, людей.
В быту Кольцову-Бычкову отличала скромность, непритязательность. Эта маленькая, изящная женщина была всегда со вкусом одета, хотя её туалеты не блистали богатством и многообразием. Она была воспитанна, доброжелательна к людям и умела сохранить чувство собственного достоинства при любых обстоятельствах. Характер Кольцовой-Бычковой — это твёрдость, целеустремлённость, настойчивость в стремлении к поставленной цели. Это помогло ей выстоять во многие трудные периоды жизни, которые выпали на её долю: Первая мировая война; Октябрьская революция с последующей разрухой, голодом и холодом Гражданской войны; Великая Отечественная война, которую Кольцовы пережили в Москве, скитались с одной квартиры на другую, поскольку их дом был законсервирован, снова голодали и холодали.
Ранняя смерть мужа была глубоким потрясением для Кольцовой-Бычковой. Она долго болела, но затем постепенно снова твёрдо встала на ноги и продолжала работать на своём поприще, стойко переносила одиночество.
Кольцова-Бычкова приложила много усилий для того, чтобы сохранилась память об её муже. Благодаря её исключительной целеустремлённости и настойчивости в 1962 году вышла монография А. В. Парамонова «С. В. Кольцов», а в 1974 году состоялась персональная выставка работ скульптора в выставочных залах Союза художников РСФСР.
Наиболее радостным временем для Кольцовых была жизнь на даче в посёлке «НИЛ» («Наука, искусство, литература») вблизи станции Ново-Иерусалимская Рижской ж.д. (1943—1951). Это был один из райских уголков Подмосковья. Двухэтажная полуразрушенная войной дача стояла на огромном участке среди леса. В доме сохранилась только одна большая комната с печкой, в которой всё лето жили Кольцова-Бычкова с мужем и матерью, а временами сёстры, племянницы, золовка. Был фруктовый сад, огород, с которого в тяжелые времена кормилась вся семья.
Тишина, безлюдье, с пригорка видны просторы лугов, полей, уходящий вдаль край леса, село Лучинское. Под пригорком протекает очень холодная и чистая речка Малая Истра.
Именно на этой даче, среди благоухания леса, изобилия садовых, лесных и полевых цветов наиболее запомнилась нам Александра Григорьевна стоящей целый день за мольбертом на свежем воздухе или на террасе, ибо надо было успеть запечатлеть необходимое освещение и свежесть цветов натюрморта. «Шура, обедать», — звала мать. Безрезультатно. Пока не начнёт темнеть — работа и только работа.
В последние годы жизни Кольцова-Бычкова почти ослепла, однако даже это не убавило её мужества и стойкости. До последних дней она оставалась на ногах, всем своим видом и поведением продолжала вызывать уважение окружающих людей.
Мои воспоминания из поздней жизни Александры Григорьевны. Мне необходимы были материалы для статьи о скульпторе С. В. Кольцове (муже А. Г.) в очередной том Биобиблиографического словаря художников народов СССР, и я, с любезного приглашения Кольцовой-Бычковой, посетила её. Меня встретила небольшого роста, стройная, красивая пожилая женщина. В её облике было что-то значительное и благородное. Это была хозяйка дома и владелица личного музея двух художников — С. В. Кольцова и А. Г. Кольцовой — Бычковой, — сама Александра Григорьевна. Работ было много, они исполнялись в разные периоды нашей истории, и это давало возможность проследить два из множества путей, слагающих русское и советское искусство.Л. Л. Макоед
Скончалась 8 апреля 1985 года, без малого 93-х лет от роду. Её прах захоронен на Ново-Девичьем кладбище, рядом с прахом её мужа, скульптора С. В. Кольцова (постамент № 64).
Некоторое время Кольцова-Бычкова находилась как бы в тени творчества своего мужа, однако в последние годы внимание к её творчеству значительно возрастает, о чём свидетельствует активное приобретение её работ многими крупными музеями Российской Федерации и частными коллекционерами России, Германии, Франции, а также успешные продажи её работ на престижных Московских арт-аукционах.
Александру Григорьевну портретировал скульптор С. В. Кольцов. Известны её портреты «Утро» (мрамор, 1930), «Портрет жены» (гипс, 1944, переведён в бронзу в 1990 году), большое число рисунков исполненных в разные годы, начиная с 1910. Также художница служила моделью некоторых других произведений Кольцова.

### Выставки
Выставки советского изобразительного искусства. Справочник. // Т. 1: 1917—1932, с. 44 — М., 1965 // Т.2: 1933—1940, с. 276 — М., 1967.
- 1919 Одиннадцатая государственная выставка отдела изобразительных искусств Народного Комиссариата по просвещению — «Союз деятелей прикладного искусства и художественной промышленности». — М. Каталог, с. 10.
- 1929 А. Bitchkova. Expose la Galerie de I’ Hirondell, Paris. Cataloge. Персональная выставка в галерее Ирондель, Париж. Каталог.
- 1929 Salon D’Automne. Paris. Cataloge. (Осенний салон. 3.XI—22.XII. Париж. Каталог)
- 1929 Salon D’Independents. Paris. Cataloge. (Общество независимых художников. 18.1—28.2. Париж. Каталог. № 393, с. 55)
- 1930 Salon D’Independents. Paris. Cataloge. (Общество независимых художников. 9.1—2.3. Париж. Каталог)
- 1931 Salon D’Independents. Paris. Cataloge. (Общество независимых декоратоов. 12.5—11.7. Париж. Каталог)[2]
- 1939 Выставка художниц к 8 марта. Всекохудожник. Москва.
- 1940 Групповая выставка при клубе писателей. — Москва. Вступительное слово к экспозиции произведений А. Г. Кольцовой-Бычковой. Кр. биогр. Рукопись.
- 1942 Весенняя выставка Московского товарищества художников. — Москва.
- 1959 Выставка живописи Московских художников к XXI съезду КПСС. — Москва. Каталог, с.11.
- 1960 — Выставка произведений художниц г. Москвы к 50-летию Международного женского дня. М. Каталог, с.
- 1965 — Выставка, посвященная 30-летию МОСХА (Московское общество Советских художников). М.
- 1966 — Осенняя выставка Московских художников. М. Каталог, с. 93.
- 1967 — Выставка живописи графики художниц г. Москвы, посвященная 50-летию советской власти. М. Каталог, с. 8.
- 1968 — Выставка художниц. Москва.
- 1977 — Выставка произведений Московских художников «60-летию Великого Октября посвящается». Каталог, с. 12.
- 1987 — L Abito Della Revoluzione, Tessuti, abiti, costume nell. Unione Sovetica Degli anni’ 20 Firenze Rondo di Bacco.26 giugno — 20 luglio 1987, GRUPPO. Флоренция, Каталог № 44 — 47, и с.188.
- 1987 — Съветски порцелан и художествин текстил, 1920—1930. ИЗЛОЖБА. София. Кат алог, с. 43, № 44-47, биогр. с.26.
- 1990 — «Советское искусство 1920—1930-х годов из музеев Северо-запада РСФСР» РСФСР. Живопись, графика. (Вологда, Архангельск. Петрозаводск, Сыктывкар). Каталог изд. в Вологде, 1990, с. 17.
- 1992 — Выставка из частной коллекции семьи Стерлиговых. М. ЦДХ. Каталог, с. 17, 18.
- 1994 — Выставка новых поступлений (1985—1994 гг). Ярославский художественный музей. Буклет.
- 1999 — «Прощание с летом». Музей-квартира И. Д. Сытина. Буклет
- 2000 — Выставка-продажа в галерее «Литературной газеты». М. Костянский п. 13. Каталог.
- 2000 — «Левой, левой…». Музей-галерея «Новый Эрмитаж», выставка русского Русского авангарда из частных коллекций. Каталог, с. 44, кр. биогр. с36.Собраний. Каталог, с.44, кр. биогр. с. 36. М. ул. Спиридоновка, д.4, стр. 1.
- 2000 — «Художники русского зарубежья». Музей-галерея «Новый Эрмитаж». Каталог, с. 18-19, ил.№ 1-5. М. ул. Спиридоновка, д.4, стр. 1.
- 2000 — «Парижское кафе». Живопись, графика 1900—1930 годов. Московский Центр искусств, Неглинная ул. д. 14.
- 2003 — «Искусство 1920—1930-х годов». Из собрания Вологодской картинной галереи. Выставка в залах музея-галереи «Новый Эрмитаж», М. Спиридоновка, 4. Каталог, с. 17.
- 2004 — «Русские женщины-художники первой половины XX века». Из фондов Вологодской областной картинной галереи. Буклет-приглашение.
- 2006 — «Сто лет русской графики». Рисунок и акварель второй половины XIX-первой половины XX века. Выставка из собрания Вологодской областной Картинной галереи в залах Галереи искусств Зураба Церетели. М. Пречистенка, д. Альбом. Имя Кольцовой-Бычковой упоминается в списке № 181—182.
- 20.Х11.2007- 20.01.2008 года — «Александра Кольцова-Бычкова. Париж. Живопись, графика, 1928—1932 годы». Персональная выставка в галерее «Улей». М., Петровский пер., д.5, стр.7. Каталог.

### Выставки предаукционные, Аукционы и Каталоги
- 1988—1994 годы — Аукционы в Художественном салоне № 1.
- 1994 — Аукционно-букинистический аукцион предприятия «Акция». М. Б. Никитская, д21\18 (бывшая ул. Герцена).
- 1995 — «Искусство России XIX—XX веков. Живопись и графика». Аукционный дом «Альфа Арт». Аукцион № 26. М. ЦДХ. Каталог, ил. № 47.
- 2000 — Аукцион в галерее «Литературной газеты». М. Костянский пер.,д.13.
- 2004 — «1920-1930-е». Галерея Леонида Шишкина совместно с компанией «ЭКСПО-ПАРК Выставочные проекты». М. ЦДХ. Аукцион 18.Х11.2004 г. Каталог. сс 75-79, № ил. 77-86.
- 2004 — «Русская западноевропейская живопись прошлых веков». Антикварное Объединение «Магнум Арс». Аукцион 16.10.2004 г,Лаврушинский пер.д6. Каталог, с. 40, № 60, кр. биогр., с.48, № 75.
- 2005 — «Русская живопись. XX век». Галерея Леонида Шишкина. Аукцион 26.02.05 г. Неглинная ул. д. 29. Каталог, сс 31-33, № 33-35, кр. биогр. и портрет с31.
- 2005 — «Русская живопись. XX век». Галерея Леонида Шишкина. Аукцион 26.03.05г. Неглинная ул., д. 29. Каталог, с. 30-31, № 31-33, кр. биогр. и портрет с. 30.
- 2005 — «Русская живопись. XX век» Галерея Леонида Шишкина. Аукцион 30.04.05г. Неглинная ул., д. 29. Каталог, с. 71, № 77-78, кр. биогр., с.71.
- 2005 — Аукцион галереи «СОВКОМ». 19.03.2005 г.,в помещении «Катерина-Сити», Шлюзовая набережная, д.6\1. Каталог, с.21, № 25.
- 2005 — «Русская и Западноевропейская живопись пошлых веков». Антикварное Объединение «Магнум Арс». Аукцион 20.12.2005 г. Лаврушинский пер. д6. Каталог.
- 2006 — Аукцион галереи «СОВКОМ»
- 2006 — Аукцион галереи «СОВКОМ» 23.Х11.2006 года, ЦДХ, Крымский вал, д. 10. Каталог, с.45, № 74.
- 2007 — «Русская западноевропейская живопись XIX—XX веков». Антикварное Объединение «Магнум Арс», Лаврушинский пер. д.6. Аукцион 27.6.2008 г. Каталог с.41, № 48.
- 2007 — «Русская и западноевропейская живопись XIX—XX веков». Антикварное объединение «Магнум Арс». Лаврушинский пер., д. 6. Аукцион 25.6.2008 г. Каталог с. 30, № 35, с. 40, № 55.

### Периодика
- 1927 — «Накануне Октябрьской годовщины». «Труд», М., 09.10.1927 г., ил.
- 1927 — «Клубная сцена». М., № 4, 1927 г., ил. На сс 3, 105, 106.
- 1927 — «Горнорабочий» (журнал). М. 1927, № 24, сс 10-11 (ил.).
- 1928 — «Nouvelie Litterans». Paris. 22.12.1928.
- 1929 — «Arts et Metriers Graphiques». N 10. Paris, 1929.
- 1929 — «Yolante’». Paris. 31.03.1929.
- 1929 — «Paris — Soir». 09.04.1929.
- 1929 — «Maine a Paris». 05.04.1929
- 1929 — «Soir». 13.04.1929.1929.
- 1929 — «Europeen Nouvelle». 14.04.1929.
- 1931 — «Echo de Paris». 22.01.1931.
- 1931 — «Le Jornai des Arts». 14.02.19
- 1931 — «Sevaine de Paris». 19.06.1931.
- 1931 — «Le Numero special de Mobilier et Decoration au XX1 Salon des Artistes Decorateurs». Paris. N 6, 1931.
- 1939 — «Творчество». № 4, Третья стр. обл. (о выставке женщин-художниц).
- 1940 — «Литературная газета». 23.03.1940 г. (ил.).
- 1992 — «Коллекция Стерлиговых: бизнесмен во дворянстве». Игорь Клейнер, Мария Плотникова. «Коммерсант», № 26, 22-26 июля 1992 г.
- 1992 — «Положено начало галереи Стерлиговых?». Л.Некрасова, «Московская Правда», 02.07.1992 год.
- 1992 — «Не дают покоя лавры Третьякова?». В.Великжанина, «Вечерняя Москва», 08.1992 г.
- 2000 — Афиша от журнала «Афиша» . Представляет выставку «Парижское кафе». Работы русских художников начала XX века, среди других указана Фамилия Кольцовой-Бычковой
- 2000 — «Улица, где любят блондинок». Парижское кафе" на Неглинке. Евграф Кончин. «Культура», 29.06-05.07.2000 г.
- 2002 — «Парижское кафе. Франция и французы в произведениях русских художников». Журнал « Пинакотека». М., № 13-14, 2002 г.
- 2003 — «Парижская жизнь московской художницы». О. В. Власова. "Антиквариат, предметы искусства и коллекционирования"ю М.№ 6 (8), с.57-60,2003.
- 2004 — «Советское искусство под Рождество». Кирсанов В. «Независимая Газета», № 274—275, с. 22.
- 2004 — «Аукцион — эксперимент». Галерея Леонида Шишкина провела уникальные торги. Кирсанов В. «Независимая газета». № 280—281, с. 24.
- 2005 — "Мешает жить Париж ? Французский период жизни Кольцовой-Бычковой «Русское искусство». Лисенкова Е., № 2(6), сс 60-68. ЗАО «Эдипресс — Конлига».
- 2007 — «Aleksandra Kol’cova-Byckova: un’artista dell’avanguardia nel ricamo». Nicoletta Misler. « Dec Art», Rivista di arti decorative. N 8, autunno 2007. ss. 99-109. Centro di della Edifimi srl LungarnoSerristori, 35 50125 Frense.
- 2007 — «Александра Кольцова-Бычкова». «Ведомости» № 48(85), 14.12.2007, с7.
- 2007 — «Певицы в красном и не только». Выставка Александры Кольцовой-Бычковой в галерее «Улей». Сергей Сафонов. «Газета», № 242. 25.12.07
- 2008 — «Париж для себя. Командировочные заметки: выставка Александры Кольцовой-Бычковой». Дарья Курдюмова, «Независимая газета», № 4. 17.01. 2008 г.
- 2008 — «Париж — всегда Париж». Олег Торчинский, «Московская правда»,07.03.2008 г.
- 2008 — «30 лет спустя». Олег Торчинский. «Дипломат», № 3 (167), 03.2008,с.54.
- 2008 — «Тридцать лет спустя . Александра Кольцова-Бычкова». Олег Торчинский. «Галерея». Иллюстрированная газета изящных искусств. № 4, 04.2008. с. 17.